# Michaił Fiedorowski
Michaił Gawriłowicz Fiedorowski, ros. Михаил Гаврилович Федоровский (ur. 18 października 1921 r. w Gallipoli, zm. 5 maja 1982 r. w Roissy-en-Brie) – rosyjski działacz emigracyjny, wojskowy Rosyjskiego Korpusu Ochronnego podczas II wojny światowej, publicysta.
Jego rodzice na emigracji zamieszkali w Bułgarii. W 1940 r. M. G. Fiedorowski ukończył gimnazjum rosyjski w Sofii. Następnie studiował medycynę na miejscowym uniwersytecie. W 1942 r. przybył do okupowanej Jugosławii, gdzie wstąpił do Rosyjskiego Korpusu Ochronnego. Służył jako sanitariusz-felczer. W 1949 r. zamieszkał w Paryżu, gdzie współpracował z redakcją pisma „Русская мысль”. Działał w Rosyjskim Stowarzyszeniu Sportowym we Francji, wchodząc w skład jego kierownictwa. Grał w drużynie siatkarskiej. W 1953 r. stworzył Stowarzyszenie „Молодая Россия”. W latach 50. uczestniczył w zebraniach organizowanych przez redakcję pisma „Устная газетa галлиполийцев”. Brał udział w wykładach i odczytach Komitetu Organizacji Młodzieżowych. Prowadził szkolenia w ramach kursów przygotowania przywódców młodzieżowych. Od 1956 r. pracował we Francuskim Biurze Pomocy Uchodźcom i Apatrydom (OFPRA). W latach 70. pisał artykuły do pisma „Часовой”.